# Alexeni
Alexeni – wieś w Rumunii, w okręgu Jałomica, w gminie Alexeni. W 2011 roku liczyła 2410 mieszkańców.